# Hylaeus lactiferus
Espèce
Synonymes
- Pharohylaeus lactiferus Cockerell, 1910

Hylaeus lactiferus (protonyme Pharohylaeus lactiferus) est une espèce d'abeilles masquées (ou abeilles plâtrières) de la famille des Colletidae et du genre Hylaeus, endémique d'Australie.

## Découverte
Depuis la description de six spécimens de Pharohylaeus lactiferus en 1923, aucune autre observation n'avait été rapportée, amenant les chercheurs à penser que cette espèce était éteinte. Néanmoins, en 2021, James Borey, entomologiste et doctorant à l'université australienne Flinders redécouvre trois populations de P. lactiferus le long de la côte est de l'Australie, au niveau du Queensland et du nord de la Nouvelle-Galles du Sud, dans le cadre de sa thèse sur les relations entre abeilles nichant au sol.

## Description

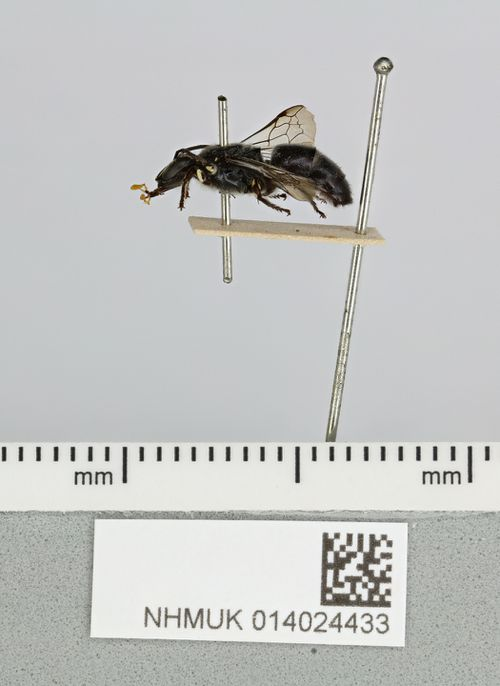
Spécimen épinglé, profil.

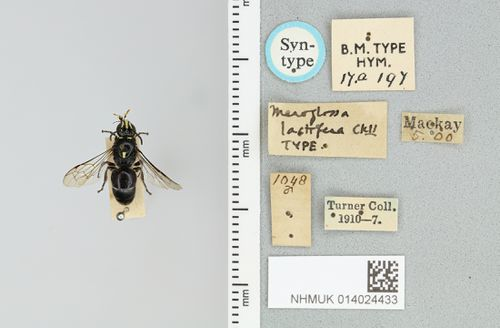
Spécimen épinglé, dos.

Selon James Borey, « P. lactiferus fait partie d’un groupe appelé les abeilles masquées qui sont relativement glabres et ont des marques faciales assez remarquables », ce qui les rend « faciles à distinguer des autres abeilles »>. Elle a la même taille que l'abeille européenne.

## Habitat
C'est une abeille endémique australienne. D’après les premières analyses de James Borey, Pharohylaeus lactiferus n'évolue qu'à la périphérie des forêts tropicales et subtropicales.

## Systématique
Le nom scientifique complet (avec auteur) de ce taxon est Hylaeus lactiferus (Cockerell, 1910). L'espèce a été initialement classée dans le genre Pharohylaeus sous le protonyme Pharohylaeus lactiferus, par Theodore Dru Alison Cockerell, en 1910.

## Menaces
Selon l'étude menée par l'université Flinders, cette abeille doit faire face à la perte de son habitat, à la fragmentation des forêts, aux incendies et au changement climatique. Elle serait d'autant plus menacée du fait d'une spécialisation florale poussée, ne pollinisant que deux espèces de plantes : Stenocarpus sinuatus et Brachychiton acerifolius.